# Мерчь
Мерчь (бел. Мерч) — деревня в Шкловском районе Могилёвской области Белоруссии. Входит в состав Толкачевского сельсовета.

## География
Деревня расположена в 24 км на юго-запад от Шклова, 36 км от Могилёва, в 26 км от железнодорожной станции Шклов на линии Могилёв — Орша. На юге протекает река Василевка, приток реки Вабич.

## История
Известна согласно письменным источникам с 1743 года, как село в Оршанском повете Витебского воеводства ВКЛ. После 1-го раздела Речи Посполитой (1772) в составе Российской империи. В 1777 в Могилевском округе Могилевской губернии. В 1785 году находилась в составе имения Головчин Могилевского уезда, собственность помещика. В 1897 году в Толпечицкой волости Могилевского уезда, имелись винный и хлебозапасный магазины, школа грамоты. На базе дореволюционной создана трудовая школа 1-й степени. В 1930 годах сельчане вступили в колхоз.
В Великую Отечественную войну с июля 1941 года по 27 июня 1944 года оккупирована немецко-фашистскими захватчиками.
В 1990 году в составе колхоза «Путь к коммунизму» (центр — деревня Большие Лозицы). В деревне располагались производственная бригада, магазин, овцеводческая ферма.
Деревня входит в состав ОАО «Говяды-Агро» (центр — агрогородок Говяды

## Население

### Численность
- 2009 год — 17 человек (согласно переписи)

### Динамика
- 1785 год — 27 дворов, 145 жителей
- 1897 год — 65 дворов, 378 жителей
- 1909 год — 67 дворов, 398 жителей
- 1990 год — 39 дворов, 53 жителей
- 2007 год — 19 дворов, 22 жителей